# Período Quente do Piacenziano Médio
O Período Quente do Piacenziano Médio (mPWP) (conhecido como Período Quente do Plioceno Médio até 2009), ou Máximo Térmico do Plioceno, foi um intervalo de clima quente durante a época do Plioceno, que durou de 3,3 a 3,0 milhões de anos atrás (Ma).

## Clima
A temperatura média global no Plioceno médio era de 2 a 3 °C mais alta do que a atual, o nível global do mar era 25 metros mais alto, e a camada de gelo do Hemisfério Norte era efêmera antes do início da extensa glaciação sobre a Groenlândia, que ocorreu no Plioceno tardio por volta de 3 Ma. A precipitação global aumentou levemente em 0,09 mm/ano, de acordo com as simulações do CCSM4. Assim como durante a glaciação quaternária [en], houve ciclos glaciais-interglaciais durante o mPWP e esse não foi um intervalo climático uniforme e estável.
A temperatura média anual do interior oriental do Alasca era cerca de 7 a 9 °C maior do que a atual de -6,4 °C. A influência da Monção de Verão do Leste Asiático (EASM) não se estendia tanto para o interior do Leste Asiático quanto hoje, causando um clima muito mais seco no Planalto de Loess chinês em relação aos dias atuais. Na Bacia de Nihewan, um clima estável e quente predominou de 3,58 Ma a 3,31 Ma. De 3,31 Ma a 3,10 Ma, o calor continuou, mas com maior instabilidade, com três grandes eventos de resfriamento ocorrendo durante esse intervalo. Após 3,10 Ma, o clima da região esfriou significativamente.

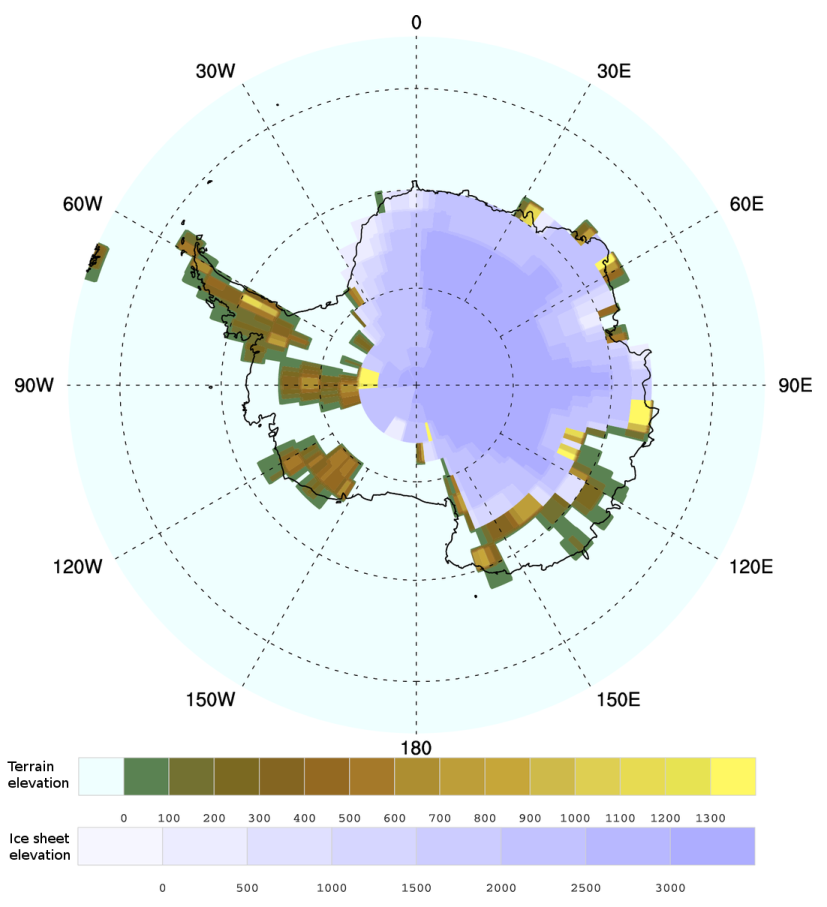
Terreno reconstruído do Plioceno Médio e elevação da camada de gelo

A concentração de dióxido de carbono durante o Plioceno Médio foi estimada em cerca de 400 ppmv a partir da relação 13C/12C em matéria orgânica marinha e da densidade estomática de folhas fossilizadas, embora tenham sido fornecidas estimativas mais baixas entre 330 e 394 ppm ao longo de todo o mPWP e 391 ppm no interglacial KM5c, durante a fase mais quente do mPWP.

## Comparação com o aquecimento global atual

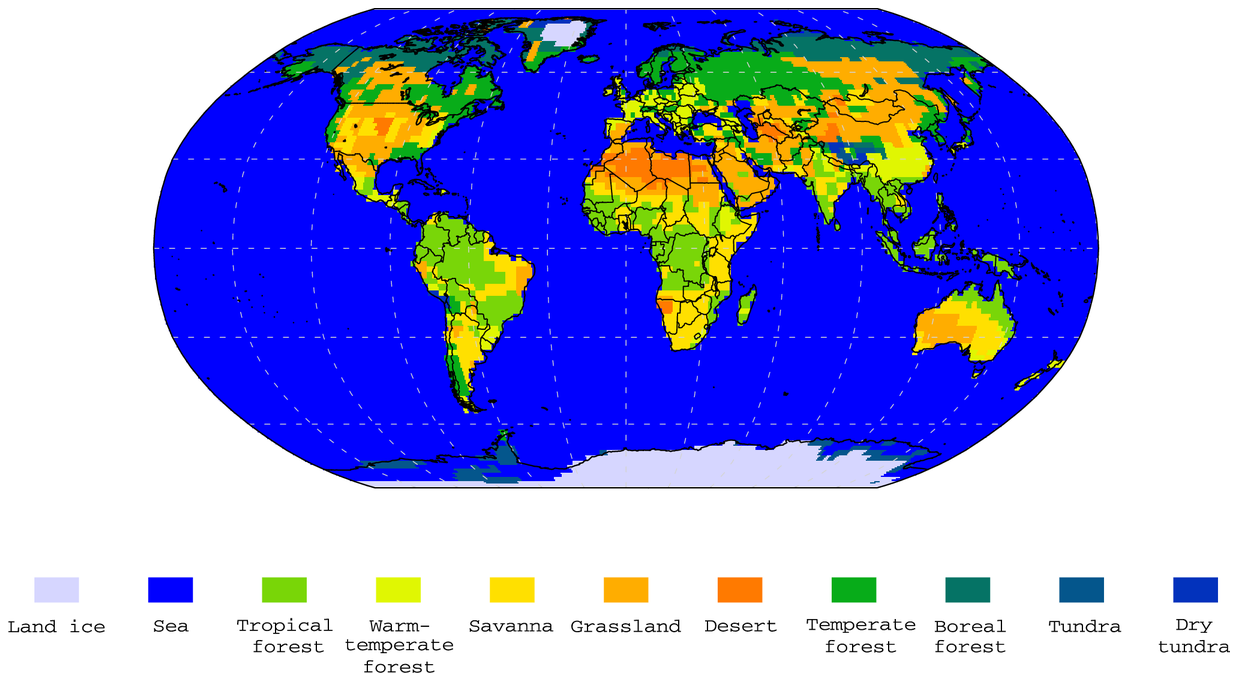
Biomas do Plioceno

O mPWP é considerado um possível análogo do clima futuro. A intensidade da luz solar que atinge a Terra, a geografia global e as concentrações de dióxido de carbono eram semelhantes às atuais. Além disso, muitas espécies do Plioceno médio ainda existem, o que ajuda a calibrar os indicadores [en] de paleotemperatura. As simulações de modelos do clima do Plioceno médio produzem condições mais quentes nas latitudes médias e altas, até 10 a 20 °C mais quentes do que hoje acima de 70°N. Elas também indicam pouca variação de temperatura nos trópicos. Os biomas baseados em modelos são, em geral, consistentes com os dados paleobotânicos do Plioceno, que indicam um deslocamento para o norte da tundra e da taiga e uma expansão da savana e da floresta de clima quente na África e na Austrália. O aumento da intensidade dos ciclones tropicais durante o mPWP foi citado como evidência de que a intensificação dessas tempestades ocorrerá à medida que o aquecimento global antropogênico continuar.